# 單色小姐 -The Animation-
《單色小姐 -The Animation-》，是於2013年10月1日至12月25日於東京電視台播放的5分钟短電視動畫，电视台播放后亦会在NICONICO CHANNEL上播放。全13話。电视动画第2季于2015年7月3日由Tokyo MX播放。

## 故事簡介
|  | 想更出名！ |

為了實現這個夢想，單色小姐開始了勵志成為偶像的行動。
有著天然呆性格的單色小姐在被周圍的人搞得團團轉的同時，現在仍舊朝著偶像界進軍！

## 登場人物
單色小姐（聲：堀江由衣）
本作品的主角。聖櫻學園2年級生。
憧憬着KIKUKO，以成为像她那样流行的超級偶像为目标的机器人。
動力源為1個3號電池。
口頭禅為「想更出名！」。
瑪莉歐（聲：藤原啟治）
單色小姐的經理人。經常鼓勵單色小姐但卻也要為其的各種脱線行為買單，而其真實身份其實只是便利商店的經理。
KIKUKO
擁有驚人的歌唱力和溫柔的笑容，現在成為令人心跳不已的超級偶像。
为單色小姐所憧憬著。
名子源自配音員的名字「井上喜久子」。
永遠的17歲。
愛（聲：神田朱未）
被單色小姐撿回来的清純少女，是單色小姐最初的經紀人。向單色小姐借了193億的資金但卻携款失踪，導致單色小姐無家可歸。在單色小姐與KIKUKO初次接觸时，做了喜久子的經紀人。
小露（聲：神谷浩史）
清掃用机器人，单色小姐重要的家人。
動力源是内置式充電電池。
第二季第5話小露成為了演唱會樂隊，兼照明燈，兼DJ混音台的存在。
紺野彌生（聲：阿澄佳奈）
布衣株式會社的員工。本人個性迷迷糊糊，有雙重人格，但只要坐上車握好方向盤，就會切換人格。
現在為單色小姐的經紀人。
晶子（聲：諏訪彩花）
單色小姐在便利商店的同事，業餘愛好吉他手。單色小姐巡迴演唱會吉他手確定。
第二季第5話被美國重量級音樂製作人挖角走了，辭去了便利商店的工作，飛去了美國，然後在全美國，熱門的出道曲排在熱門話題的第一位。
電池君（聲：中村悠一）
第二季第8話登場。單色小姐的朋友。為了救快消失的單色小姐耗盡電力，遺願是被放進回收箱。
宇宙人（聲：村田太志）
數億年前來到地球的宇宙人。
旁白（聲：藤原啟治）
故事中的旁白，單色小姐心情描述。
單色先生（聲：櫻井孝宏）
第三季第三集登場。單色小姐將電池倒放後出現的性轉版本，連個性也完全相反，口頭禪為「想更後退」。因其害羞的性格引起了女性的保護欲而在女性間大受歡迎。後來將自己隱藏起來，最後單色小姐以不明的方法將電池復原，單色先生則成為傳說中的偶像。

## 電視動畫

### 工作人員
- 角色原案：堀江由衣
- 監督：岩崎良明
- 系列構成：筆安一幸
- 角色設計：森本由布希
- 角色設計協力：中村直人
- 音響監督：明田川仁
- 音樂：大川茂伸
- 音樂製作：スターチャイルドレコード
- 動畫製作：LIDENFILMS、三次元
- 製作：ミス・モノクローム製作委員會（東京電視台、ガールフレンド（暫） 、アメーバ）

### 主題曲
第1季
主題曲
「ポーカーフェイス」
作詞・作曲・編曲 - 近藤圭一 / 歌 - ミス・モノクローム（堀江由衣）
插入曲
「Endless Seventeen」
作詞 - 只野菜摘 / 作曲 - バグベア / 編曲 - 川島弘光 / 歌 - KIKUKO（井上喜久子）
第2季也使用。

第2季、第3季主題曲
片頭曲
「Black or White?」（第二季全、第三季1 - 9話）
作詞・作曲・編曲 - 清竜人 / 歌 - ミス・モノクローム（堀江由衣）
「ミス・モノクローム体操」（第三季10 - 13話）
作詞 - 久下真音 / 作曲 - 井上トモノリ / 編曲 - 村カワ基成 / 歌 - ミス・モノクローム（堀江由衣）
片尾曲
「Step by Step!」（第二季全、第三季1-8話）
作詞 - 川田瑠夏 / 作曲・編曲 - 宮崎誠 / 歌 - ミス・モノクローム（堀江由衣）
「キミとボク」（第三季9 - 13話）
作詞・作曲・編曲 - 山崎寛子 / 歌 - ミス・モノクローム（堀江由衣）
第2季、第3季插入曲
「M-WAVE」（第二季2、6、7話）
作詞 - moyu / 作曲 - KEYTARO / 編曲 - Coral echo / 歌 - ミス・モノクローム（堀江由衣）
「私だけの物語」（第二季3、4話）
作詞・作曲・編曲 - dezzy / 歌 - ミス・モノクローム（堀江由衣）
「進行形17」（第二季9、10話；第三季10話）
作詞 - 只野菜摘 / 作曲・川島弘光 / 歌 - KIKUKO（井上喜久子）
「Black or White?」（第二季11話）
作詞・作曲・編曲 - 清竜人 / 歌 - ミス・モノクローム（堀江由衣）
「White Xmas」（第三季5、13話）
作詞 - 堀江由衣 / 作曲・編曲 - 仲西匡 / 歌 - ミス・モノクローム（堀江由衣）

### 各話標題
第9話為第一期第1話故事的前一天。
| 話數       | 標題         | 分鏡     | 演出       | 作畫監督                    |
| 第1季      | 第1季        | 第1季    | 第1季      | 第1季                       |
| ---------- | ------------ | -------- | ---------- | --------------------------- |
| #01        | FALL         | 岩崎良明 | 岩崎良明   | 森本由布希                  |
| #02        | HEAVEN       | 岩崎良明 | 岩崎良明   | 西脇拓己                    |
| #03        | VENGEANCE    | 大嶋博之 | 大嶋博之   | 寺尾憲治                    |
| #04        | METAMORPHOSE | 臼井文明 | 臼井文明   | 佐野聡彦                    |
| #05        | HALLOWEEN    | 臼井文明 | 臼井文明   | 石川恵理                    |
| #06        | JOB          | 大嶋博之 | 大嶋博之   | 小西史歩                    |
| #07        | PROPS        | 井端義秀 | 井端義秀   | 今田茜                      |
| #08        | WINNER       | 山下英美 | 山下英美   | 西脇拓己                    |
| #09        | RIVAL        | 大嶋博之 | 大嶋博之   | 寺尾憲治                    |
| #10        | FIGHTER      | 臼井文明 | 臼井文明   | 岩田景子                    |
| #11        | AUDITION     | 大嶋博之 | 大嶋博之   | 石川恵理                    |
| #12        | IDOL         | 岩崎良明 | 岩崎良明   | 小西史歩                    |
| #13        | MONOCHROME   | 岩崎良明 | 岩崎良明   | 森本由布希                  |
| OVA 足球篇 | SUPPORTER    | 岩崎良明 | 大石康之   | 森本由布希（總） 西脇拓己   |
| OVA        | MANAGER      | 岩崎良明 | 大石康之   | 森本由布希（總） 林志保     |
| 第2季      |              |          |            |                             |
| #01        | REIGNITION   | 岩崎良明 | 岩崎良明   | 森本由布希                  |
| #02        | PROMOTER     | 岩崎良明 | 岩崎良明   | 林志保 森本由布希（总）     |
| #03        | GUITARIST    | 岩崎良明 | 岩崎良明   | 森本由布希                  |
| #04        | GOODS        | 岩崎良明 | 岩崎良明   | 森本由布希                  |
| #05        | SCOUT        | 岩崎良明 | 岩崎良明   | 西田美弥子 森本由布希（总） |
| #06        | SHOWDOWN     | 岩崎良明 | 山田雅之   | 西脇拓己 森本由布希（总）   |
| #07        | AGAIN        | 岩崎良明 | 伊東優一   | 佐川遥 森本由布希（总）     |
| #08        | REQUIEM      | 岩崎良明 | 岩崎良明   | 荒木裕 森本由布希（总）     |
| #09        | PUBLICITY    | 岩崎良明 | 伊東優一   | 佐川遥 森本由布希（总）     |
| #10        | SEVENTEEN    | 岩崎良明 | 渡邊哲哉   | 森本由布希 森本由布希（总） |
| #11        | INNERSPACE   | 岩崎良明 | 宅野誠起   | 中山みゆき 森本由布希（总） |
| #12        | CRISIS4696   | 岩崎良明 | 山田雅之   | 西脇拓己 森本由布希（总）   |
| #13        | MONOCHROME2  | 岩崎良明 | 宅野誠起   | 寺尾憲治 森本由布希（总）   |
| 第3季      |              |          |            |                             |
| #01        | DISKJOCKEY   | 山下英美 | 山下英美   | 西田美子 森本由布希（總）   |
| #02        | EXERCISE     | 臼井文明 | 臼井文明   | 松岡謙治 森本由布希（總）   |
| #03        | MISTER       | 臼井文明 | 臼井文明   | 江上夏樹 森本由布希（總）   |
| #04        | APPEAL       | 井出安軌 | 石郷岡範和 | 増田俊介 森本由布希（總）   |
| #05        | GIRLFRIEND   | 江崎慎平 | 江崎慎平   | 五反孝幸 森本由布希（總）   |
| #06        | FISHERMAN    | 山田雅之 | 山田雅之   | 西脇拓己 森本由布希（總）   |
| #07        | DISGUISE     | 茉田哲明 | 茉田哲明   | 矢吹智美 森本由布希（總）   |
| #08        | PROJECT      | 山下英美 | 山下英美   | 田中彩 森本由布希（總）     |
| #09        | UNITY        | 太田里香 | 伊東優一   | 佐川遥 森本由布希（總）     |
| #10        | RADIO        | 伊東優一 | 伊東優一   | 佐川遥 森本由布希（總）     |
| #11        | A            | 井端義秀 | 井端義秀   | 増田俊介 森本由布希（總）   |
| #12        | DISTRESS     | 山田雅之 | 山田雅之   | 八角彩香 森本由布希（總）   |
| #13        | MONOCHROME3  | 岩崎良明 | 岩崎良明   | 西田美弥子 森本由布希（總） |

### 播放電視台
| 播放地區   | 播放電視台       | 播放日期                 | 播放時間             | 播放系列       | 備註           |
| ---------- | ---------------- | ------------------------ | -------------------- | -------------- | -------------- |
| 關東廣域圈 | 東京電視台       | 2013年10月1日 - 12月17日 | 星期二 25:35 - 25:40 | 東京電視台系列 | 製作委員會參加 |
| 日本全域   | NICONICO CHANNEL | 2013年10月1日 - 12月17日 | 星期二 25:40 更新    | 網站配信       |                |
| 日本全域   | AT-X             | 2013年10月8日 - 12月31日 | 星期二 21:25 - 21:30 | 動畫專門CS放送 | 有重播         |

| 日本 東京電視台 星期二 25:35-25:40 | 日本 東京電視台 星期二 25:35-25:40                    | 日本 東京電視台 星期二 25:35-25:40 |
| ---------------------------------- | ----------------------------------------------------- | ---------------------------------- |
|                                    | 單色小姐 -The Animation- （2013年10月1日 - 12月17日） |                                    |
| 戰勇。 第2期                       | —                                                     |                                    |

## 外部連結
- StarChild：《單色小姐》 （页面存档备份，存于） （日語）
- StarChild：《單色小姐 -The Animation-》 （页面存档备份，存于） （日語）
- 東京電視台《單色小姐 -The Animation-》 （页面存档备份，存于） （日語）
- NICONICO CHANNEL「單色小姐 -The Animation-」 （页面存档备份，存于） （日語）
- 單色小姐的X（前Twitter） （日語）
- 單色小姐STAFF的X（前Twitter） （日語）